# Lavia (Schiff)
Die Lavia war ein Kreuzfahrtschiff der in Panama ansässigen Reederei Lavia Shipping SA, das 1947 als Linienpassagierschiff unter dem Namen Media für die Cunard White Star Line in Dienst gestellt wurde. In seiner 42 Jahre andauernden Dienstzeit fuhr das Schiff unter anderem für Costa Crociere und die Cogedar Line. 1989 wurde die Lavia während Renovierungsarbeiten durch ein Feuer komplett zerstört und kurz darauf in Taiwan abgewrackt.

## Geschichte
Die Media wurde 1947 als kombiniertes Passagier- und Frachtschiff für die Cunard White Star Line bei John Brown & Company in Clydebank gebaut. Das Schiff wurde am 12. Dezember 1946 vom Stapel gelassen und am 1. August 1948 an die Reederei abgeliefert. Am 20. August wurde die Media auf der Strecke von Liverpool nach New York in Dienst gestellt.
Nach vierzehn ereignislosen Jahren auf dieser Strecke wurde die Media im Oktober 1961 an die italienische Cogedar Line verkauft und in Flavia umbenannt. Das Schiff wurde daraufhin in Genua umgebaut, wodurch sich sein äußeres Erscheinungsbild stark veränderte. Im September 1962 absolvierte die Flavia ihre erste Reise von Genua nach Sydney. Im Dezember 1962 wurde das Schiff nach Bremerhaven verlegt. Ab 1968 wurde die Flavia ausschließlich für Kreuzfahrten eingesetzt, nachdem sie bereits seit 1963 Rundreisen von Rotterdam aus unternommen hatte. Nach nur einem Jahr wurde das Schiff jedoch zum Verkauf angeboten.
Neuer Eigner der Flavia war die italienische Costa Crociere, die das Schiff für Kreuzfahrten in der Karibik ab Miami einsetzten. Die Flavia blieb bis 1982 im Dienst für Costa Crociere und wurde anschließend als Flavian an die eigens für sie gegründete Flavian Shipping SA verkauft. Das Schiff kehrte jedoch nicht wieder in den Dienst zurück, sondern wurde stattdessen in Hongkong aufgelegt. 1986 wurde das Schiff in Lavia umbenannt, nachdem die Reederei ihren Namen in Lavia Shipping SA geändert hatte. Nach weiteren drei Jahren ohne Beschäftigung sollte das mittlerweile im schlechten Zustand befindliche Schiff nach Renovierungsarbeiten 1989 wieder in Dienst gestellt werden.
Am 7. Januar 1989 brach während der Renovierungsarbeiten in Hongkong jedoch ein Brand im Schiff aus, der es komplett zerstörte. Die genaue Brandursache blieb ungeklärt. Das Wrack wurde auf eine Sankbank gesetzt, um ein Sinken zu verhindern. Die zum Totalschaden erklärte Lavia ging kurze Zeit später zum Abbruch nach Taiwan, wo sie am 19. Juni 1989 eintraf.

## Schwesterschiff
Das Schwesterschiff der Media war die Parthia, die ebenfalls 1947 in Dienst gestellt wurde. Das Schiff fuhr in seiner 22 Jahre andauernden Dienstzeit für insgesamt zwei weitere Reedereien, bis es 1969 als Aramac zum Abbruch in Taiwan eintraf.